# Mausoleo Verde (Bursa)
El mausoleo Verde (en turco: Yeşil Türbe) es el mausoleo del quinto sultán otomano, Mehmed I, en Bursa, Turquía. Fue erigido por el hijo y sucesor de Mehmed, Murad II, poco después de su muerte en 1421. El arquitecto Hacı Ivaz Pasha diseñó los planos de la tumba, así como los de la Mezquita Verde, que se encuentra frente a ella.

## Arquitectura

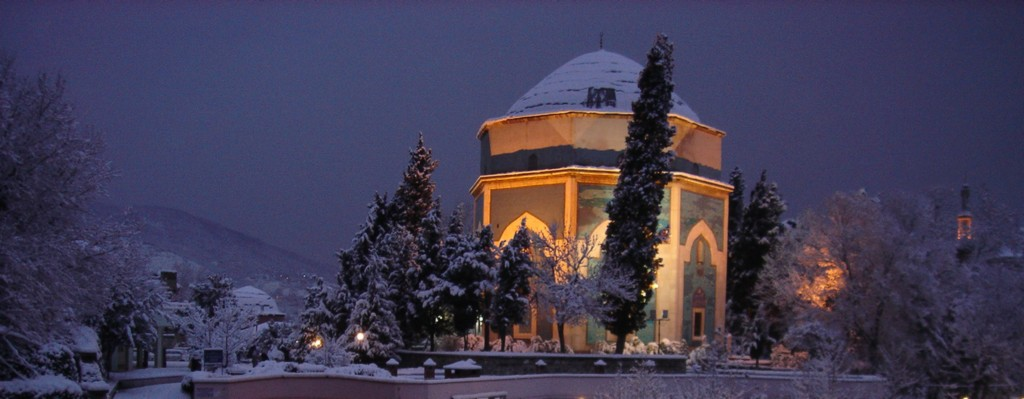
Vista nocturna

Ubicado en medio de cipreses en la cima de la colina en el barrio de Yeşil en Bursa, el mausoleo se encuentra más alto que el resto del complejo. Está construido sobre planta hexagonal y coronado por una cúpula semiesférica. El exterior del edificio está revestido de azulejos verdes y azules que le dan su nombre. La mayoría de estos últimos fueron reemplazados por cerámicas de Kütahya, como consecuencia del terremoto de Bursa de 1855.  El portal de entrada está coronado por una semicúpula, tiene hornacinas de  mocárabes sobre asientos de mármol a ambos lados de la entrada. Azulejos de Iznik con motivos florales en azul, blanco y amarillo decoran todo el portal.
En el interior, pasadas las puertas de madera tallada, se encuentra la sal con el catafalco real, ricamente decorado con las sagradas escrituras  y diseños florales pintados en azulejos vidriados amarillos, blancos y azules., que se alza sobre una plataforma central rodeada por otras siete tumbas. La sección inferior de los muros está revestida con azulejos de color verde azulado, también utilizados en los tímpanos de las ventanas del interior. El nicho de mocárabes del mihrab sobre la pared de la qibla también se encuentra realzado con un gran marco de azulejos ornamentales: el mosaico de azulejos dentro del nicho representa un jardín de rosas, claveles y jacintos. La lámpara de arña y las vidrieras son añadidos posteriores.

## Galería de imágenes

Exterior del mausoleo
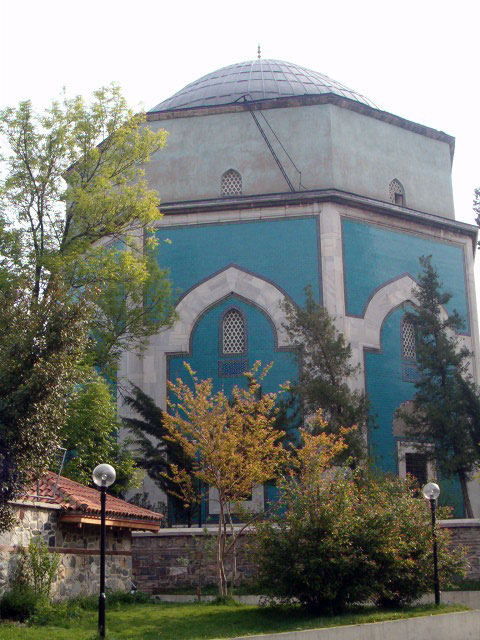
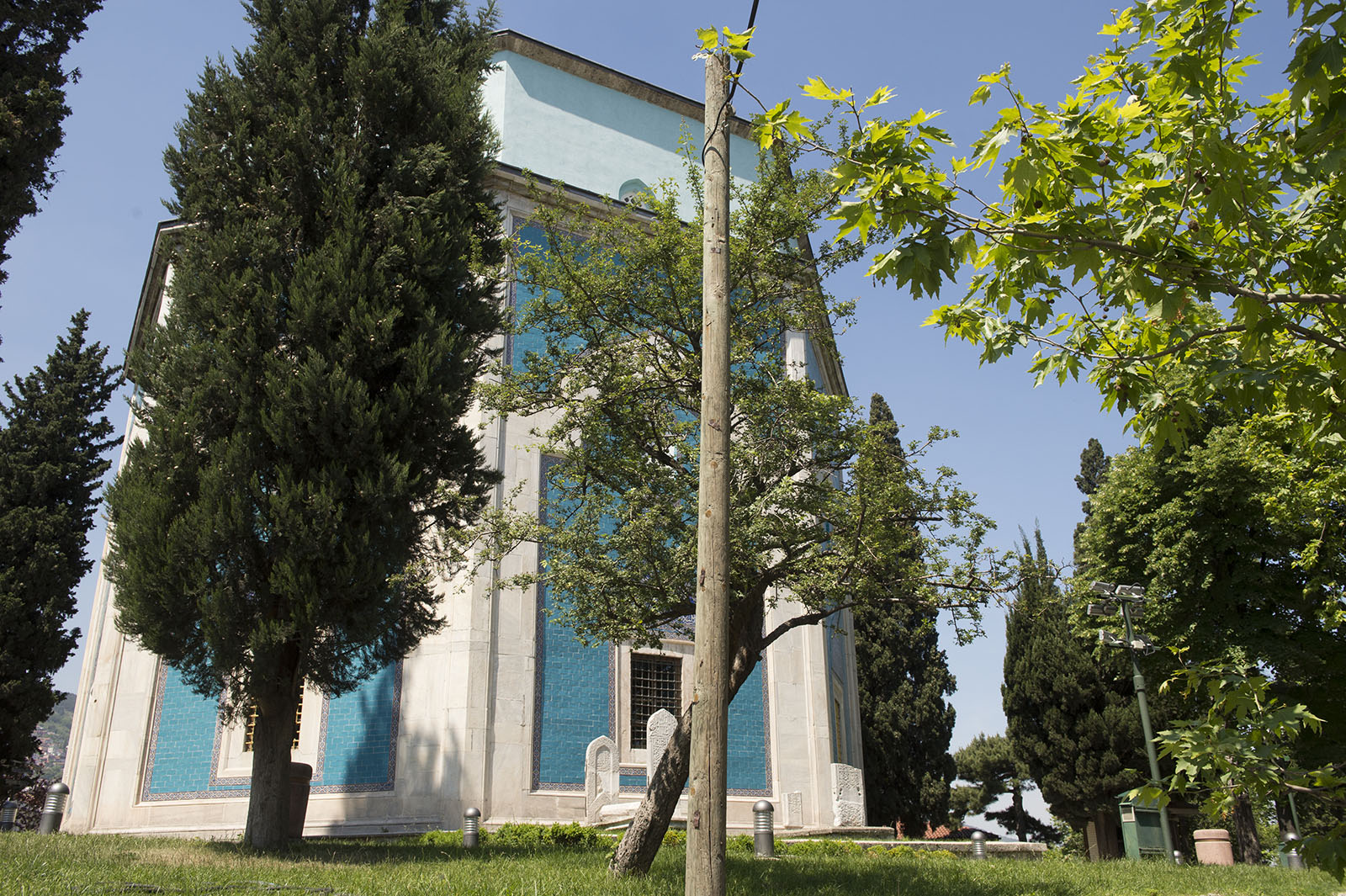
Exterior de la tumba
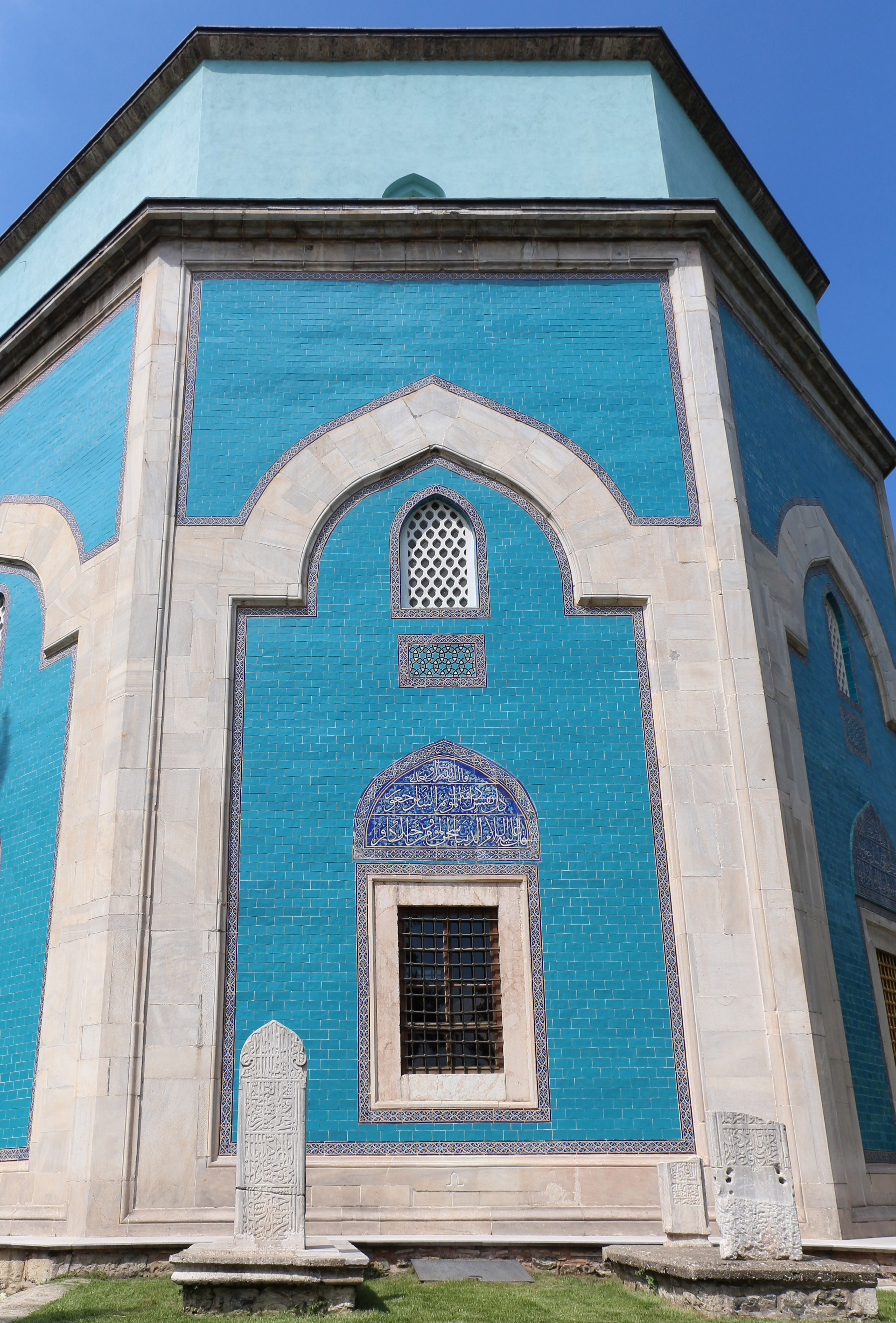
Fachada exterior
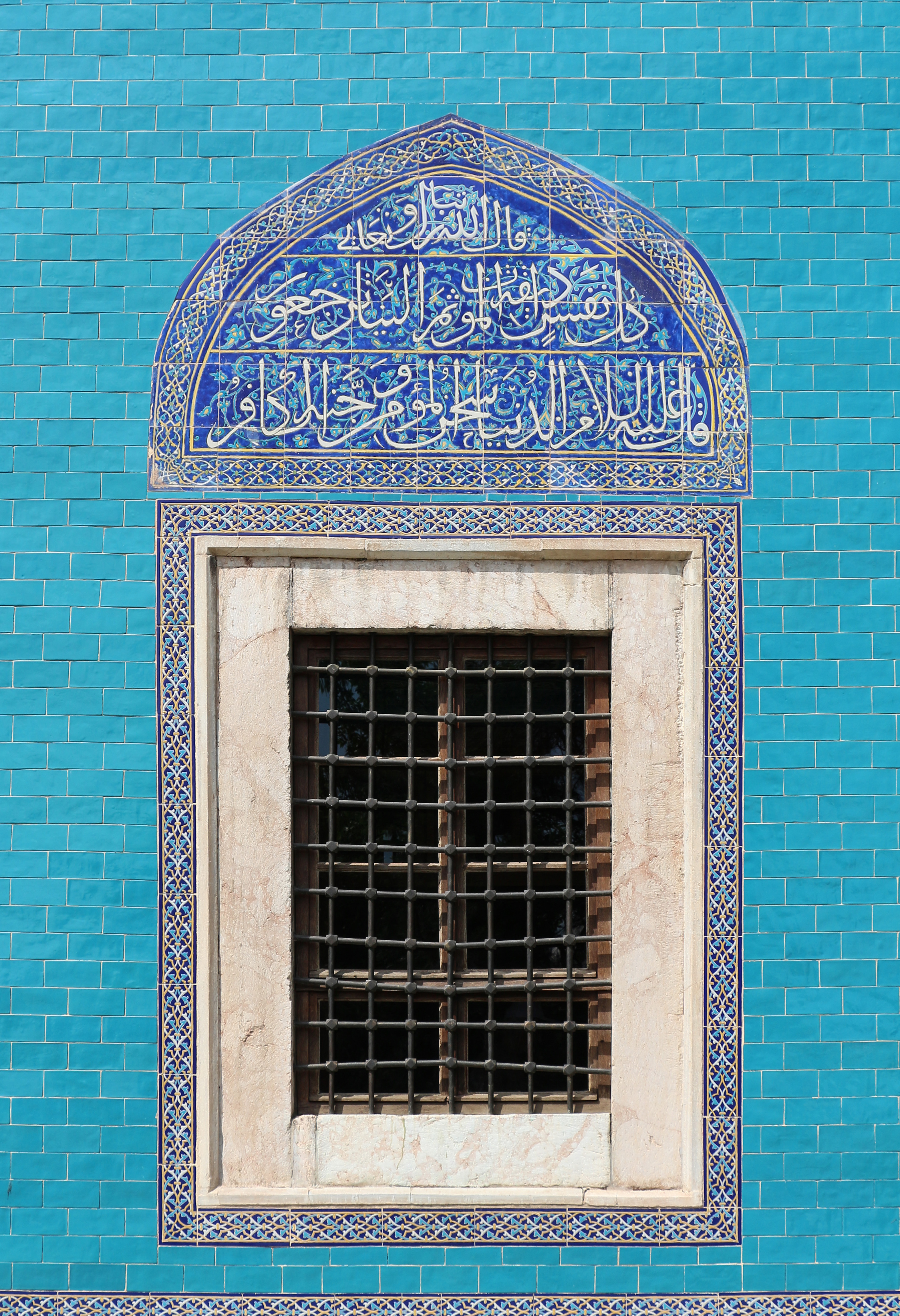
Detalle de hueco exterior
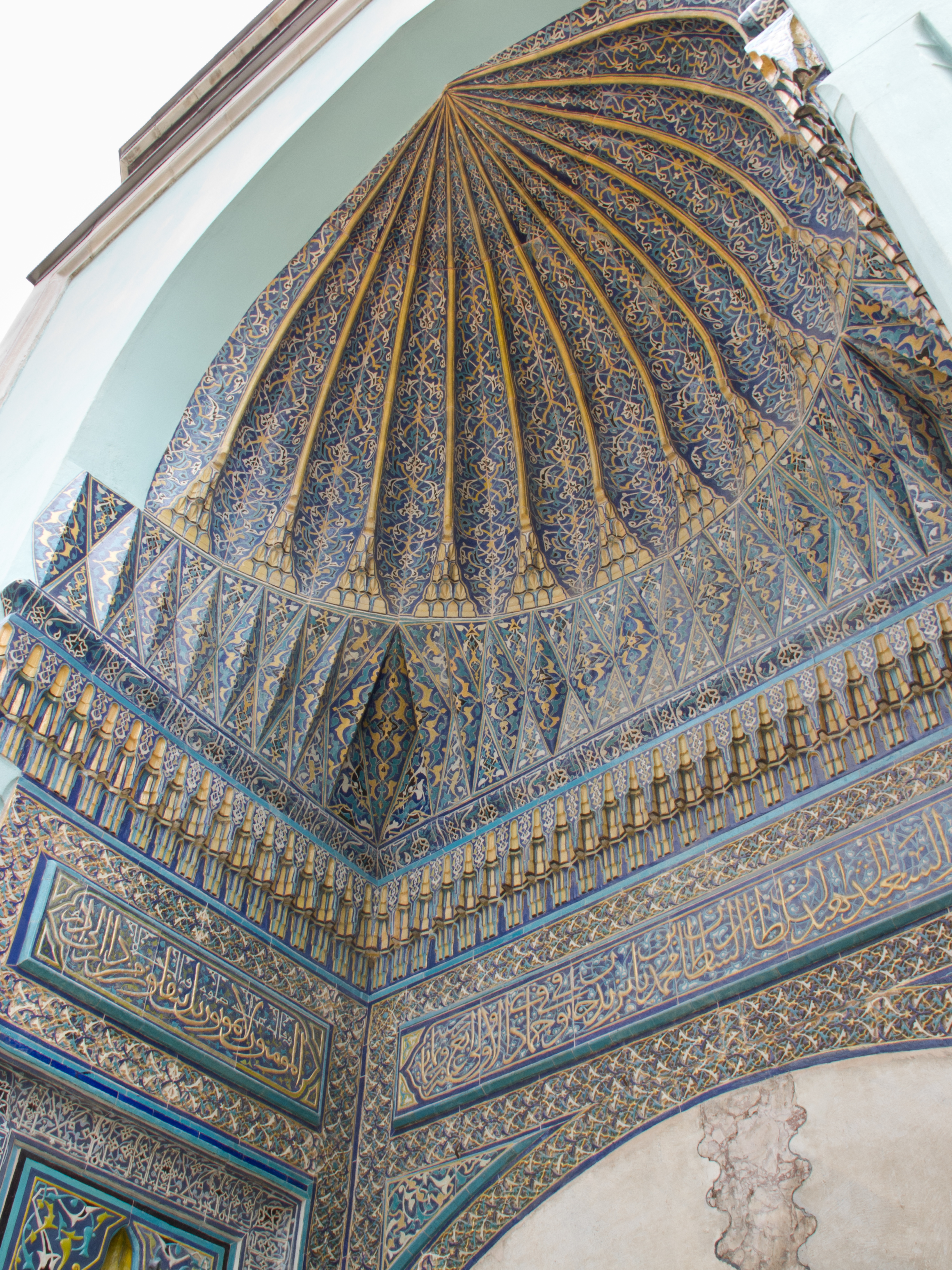
Portal de entrada.
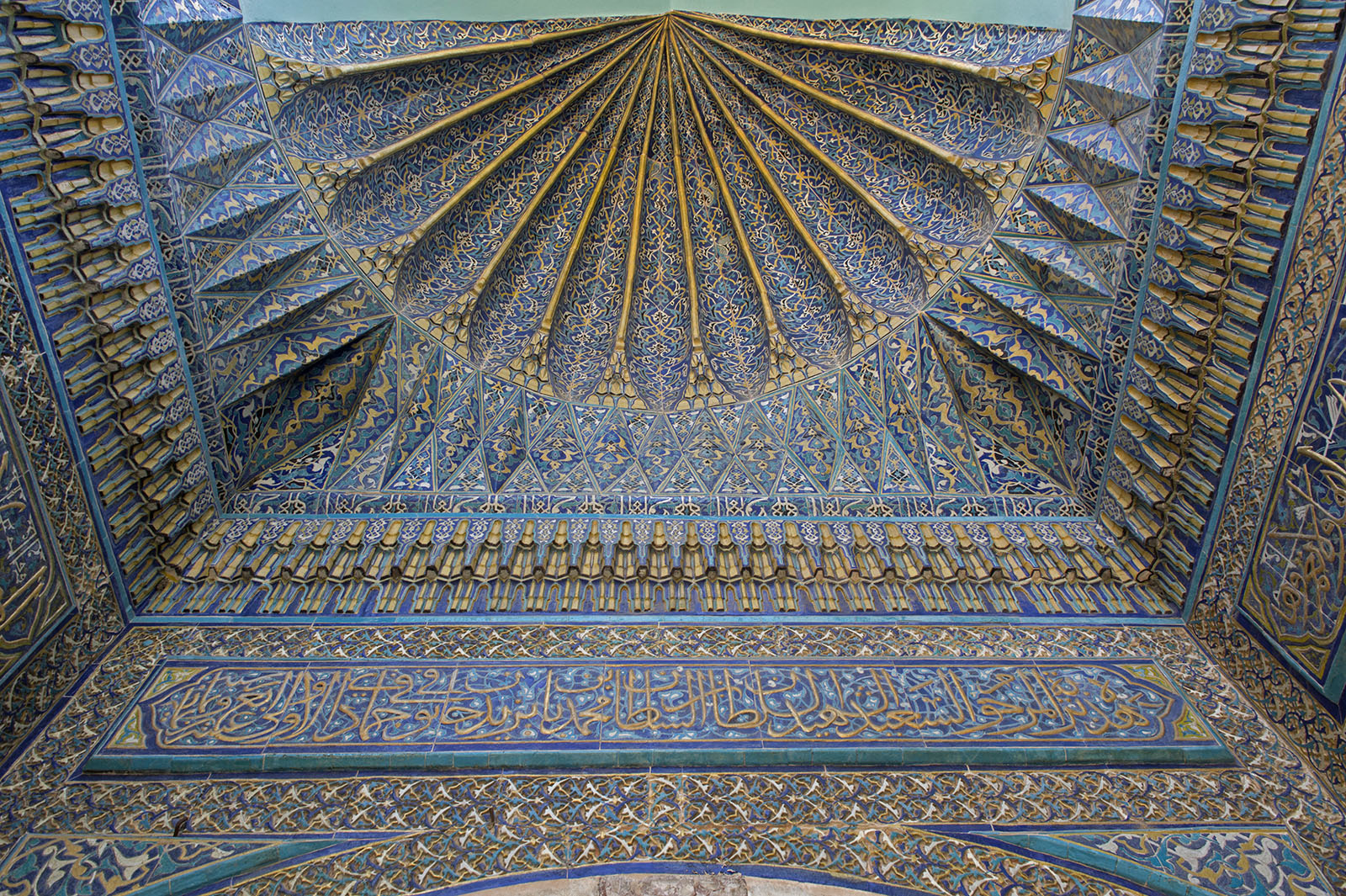
Interior del portal de entrada

Interior del mausoleo
Interior.
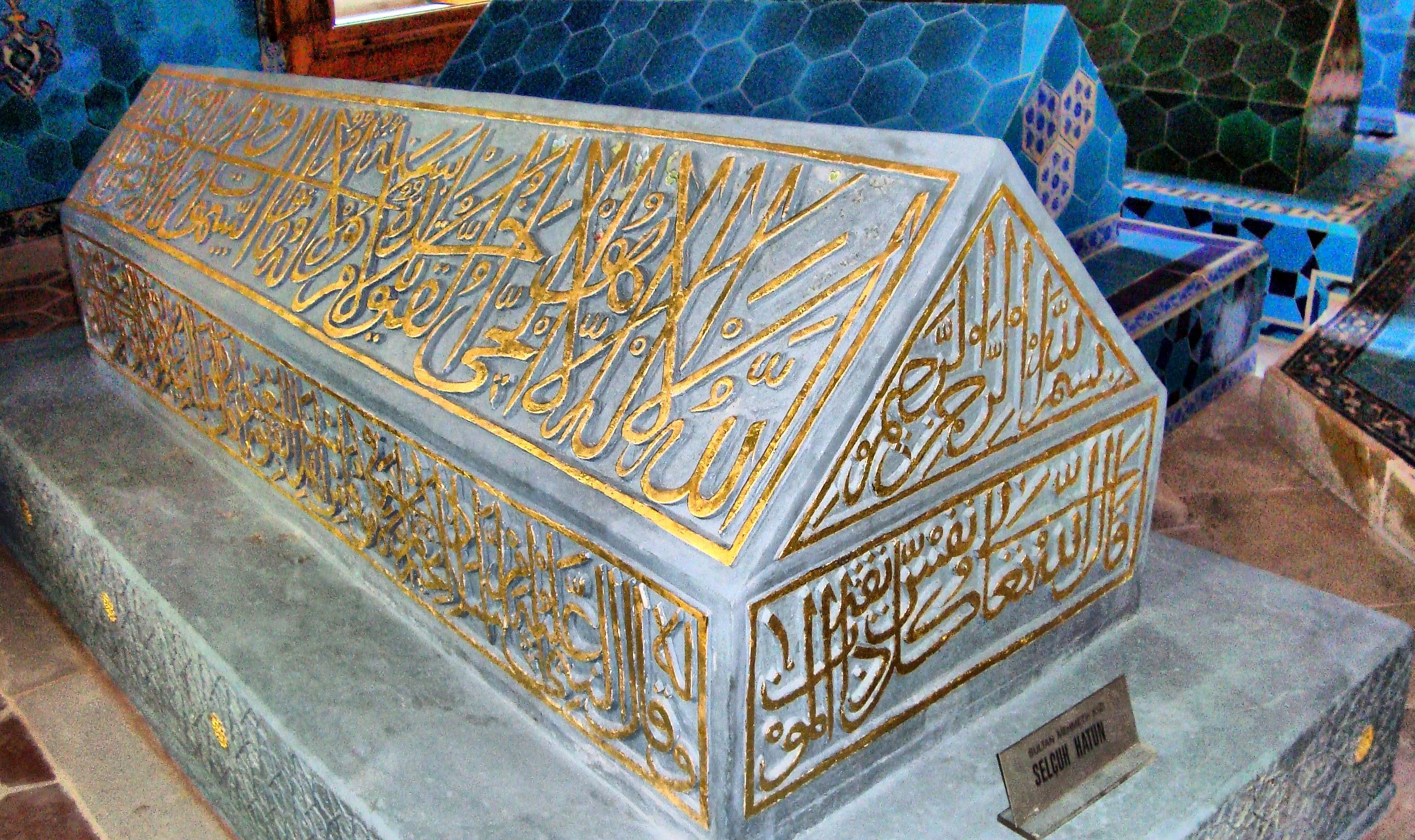
Catafalco real de Mehmet I
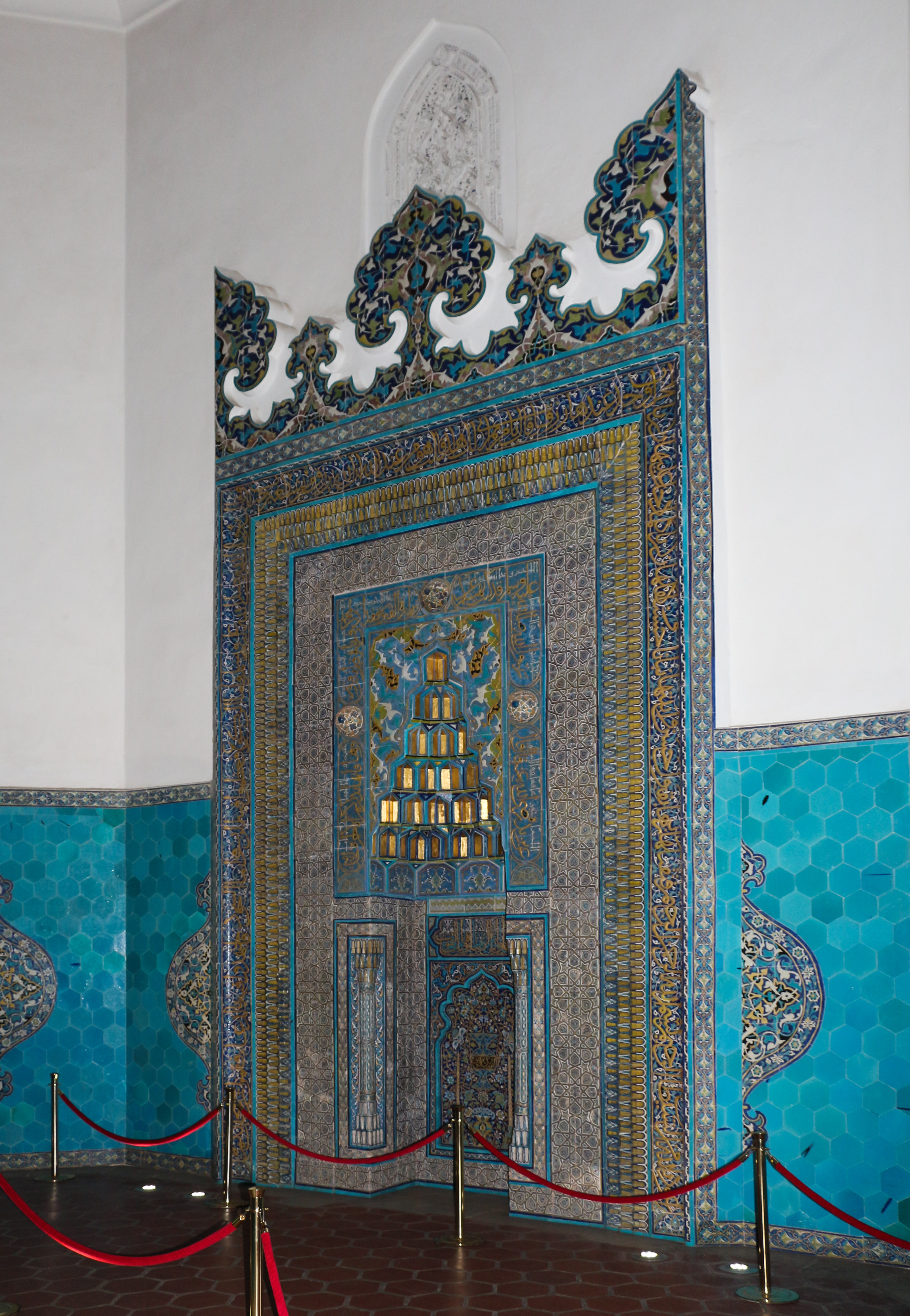
El mihrab.
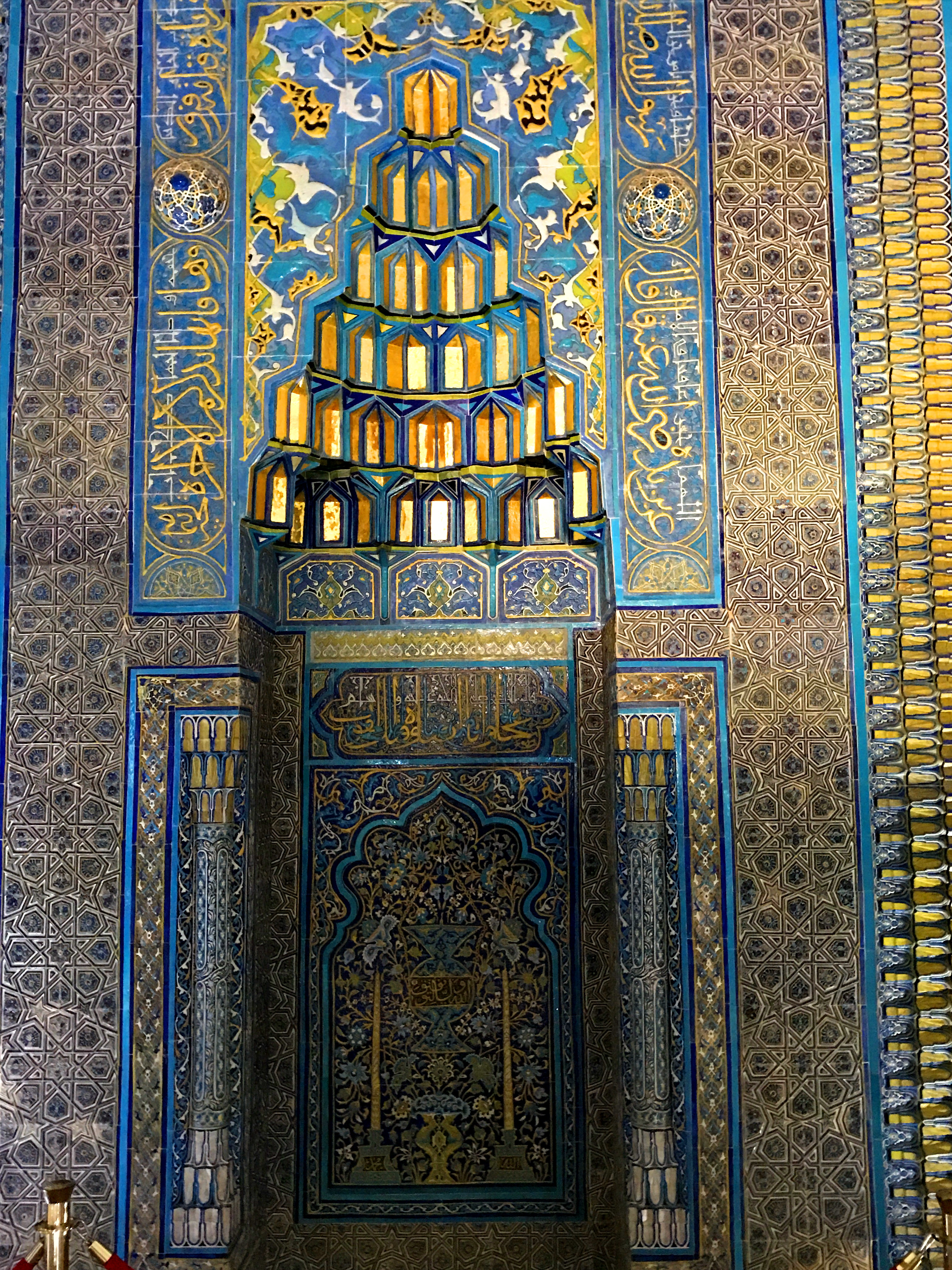
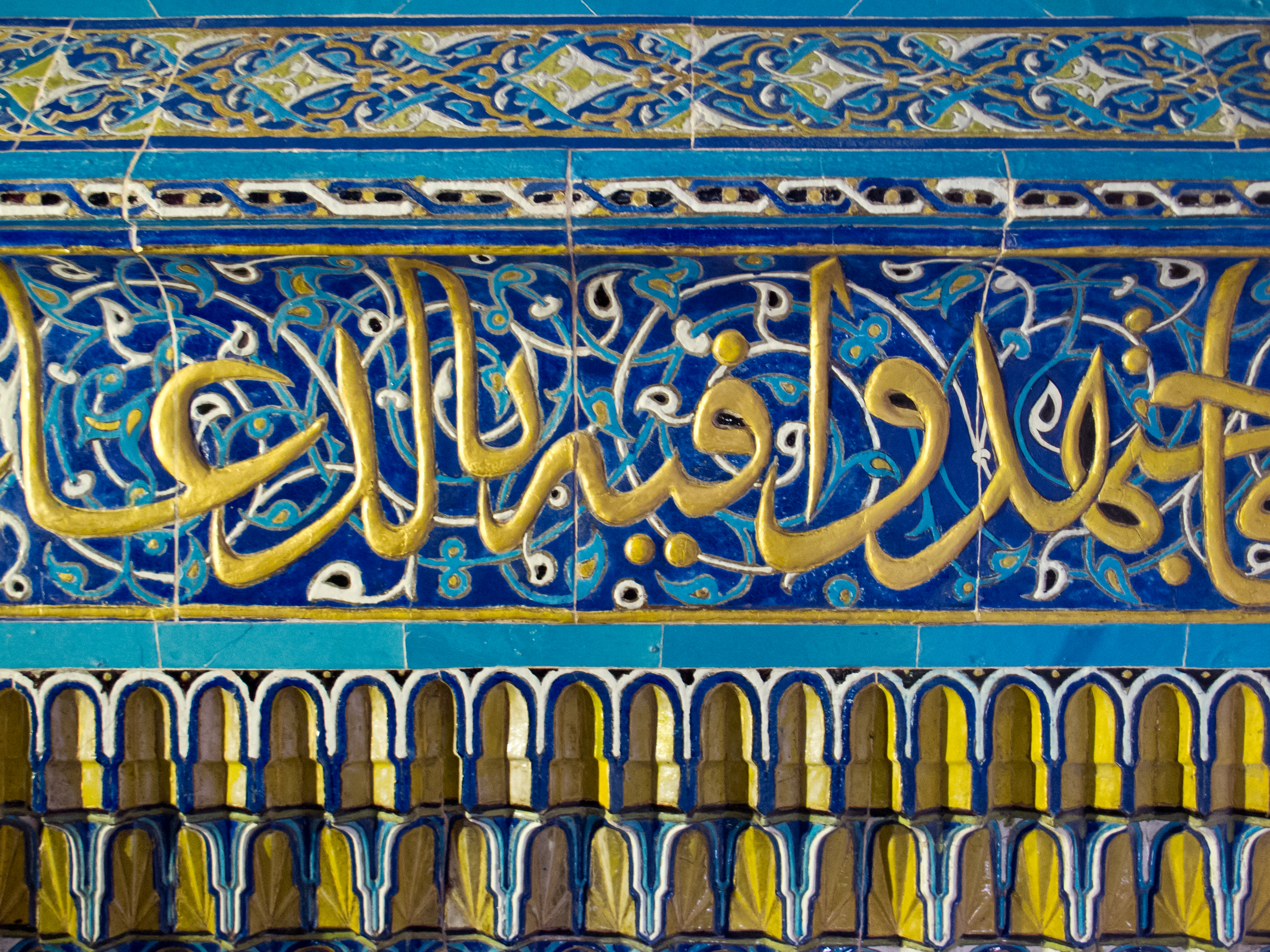
Detalle caligráfico.